# Septoria chelidonii
Septoria chelidonii is een schimmelziekte die behoort tot de familie Mycosphaerellaceae en de stam Ascomycota. Het leeft als necrotrofe parasiet op bladeren van kruidachtige planten. Hij leeft monofaag op Papaveraceae en is bekend van stinkende gouwe (Chelidonium majus). Hij komt voor in parken en plantsoenen.

## Verspreiding
In Nederland komt het uiterst zeldzaam voor.